# ゆめタウン廿日市
ゆめタウン廿日市（ゆめタウンはつかいち）は、広島県廿日市市に立地し株式会社イズミが運営するショッピングセンター「ゆめタウン」の店舗の一つ。
2014年（平成26年）1月9日に起工。当初は2015年（平成27年）春にオープン予定だったが延期し、6月9日にプレオープンし、11日にグランドオープンした。

## 概要
廿日市市役所を核とする「シビックコア地区」南側の「臨海ゾーン」（木材港に近接）に位置している。広島南道路（一般部）に面しており、山陽自動車道（広島岩国道路）廿日市ICや宮島SAスマートICからのアクセスにも便利な立地である。このように広域からの集客が見込める立地であり、広島県西部をはじめ山口県からの集客も視野に約60万人の商圏が想定され、年間約1200万人の集客を目指している。
店内は高い回遊性を目的に、中国地方最大級となる1周約 550 m のサーキットモールを採用している。南側約 240 mがメインモールであり、売場である1階から3階までが吹き抜けとなっている。
店舗面積はこれまで中国地方最大の店舗であったゆめタウン広島を上回り、ゆめタウン全店の中で最大規模であるゆめタウン高松に匹敵する。2016年11月にゆめタウン佐賀が増床するまでは、イズミが運営するショッピングセンターとしては最も規模が大きかった。
店舗は地上5階・地下1階建て。売り場は1階 - 3階で、地下1階・4・5階・屋上は駐車場。雑貨や衣類、飲食関係などの計183店が入居している。
開店に先立ち、イズミと廿日市市は街づくりや災害時の対応に関する協定を締結した。店内で市政の情報発信を行ったり、津波などの災害時に避難場所の提供などをするという内容である

。
コミュニティFMのエフエムはつかいち本社・スタジオも入居している。

## フロア構成
- 屋上 駐車場
- 4階・5階 立体駐車場
- 3階 家族三世代のみんなが楽しめるキッズ&ファミリー&ホビーのフロア
  - レストラン街と合わせて2100席が設置されている。
  - 広島最大級の「キッズゾーン」や、瀬戸内海を眺望できる900席のフードコート「ガーデンキッチン」がある[1]。大型テナントとして「紀伊國屋書店」が入居している[1]。
- 2階 洗練されたファッションゾーンとリビング・雑貨のフロア
  - ゆめタウン最大のカープグッズコーナーを設置し、西日本ナンバーワンの大型総合ペットショップ「ひごペットフレンドリー」や、生活雑貨店「ロフト」などがテナントとして入っている[1]。
- 1階 圧巻のフードゾーンと話題の高感度ショップのフロア
  - 西日本最大級となる約1,200坪の食品売場を設置[1]。
- B1階 地下駐車場

## アクセス
- 広島電鉄宮島線 廿日市市役所前（平良）駅より
  - 徒歩約7分[8]。
  - 以下のいずれかのバスに乗車後、「ゆめタウン廿日市」バス停で下車。
    - 広電バス「12 四季が丘線」[9]
    - 廿日市さくらバス[10]
      - 阿品台ルート
      - 宮内ルート
      - 佐方ルート
      - 原ルート
- JR山陽本線 宮内串戸駅から
  - タクシーで約7分。
  - 前述の広電バス「12 四季が丘線」に乗車後、「ゆめタウン廿日市」バス停で下車。
  - なお、開業当初（2015年6月9日から8月31日まで）は期間限定で無料シャトルバスが運行されていた。